# هنري مور (نحات)
هنري سبنسر مور (بالإنجليزية: Henry Moore)‏ (30 يوليو 1898 – 31 أغسطس 1986) نحّات إنجليزي. كان أحد الفنانين البارزين في القرن العشرين بفضل آثاره ذات الشكل التجريدي والعضوي التي نحتها من الحجر والبرونز. توجد له تماثيل تذكارية برونزية معروضة كأعمال فنية شعبية في أماكن مختلفة من حول العالم.
الأشكال التي استخدمها في الغالب هي تجريد لشكل الإنسان واستخدم في أعماله الأشكال المستلقية وخاصة الأم مع الابن. عادة ما تكون أعمال مور موحية بجسد المرأة باستثناء الفترة التي نحت فيها مجموعات عائلية في الخمسينات من القرن العشرين. وتكون اشكاله مثقوبة أو تحتوي على مسافات فارغة. ويُشبّه العديد من المحللين الأشكال المتموجة لتماثيله المستلقية بتلال مسقط رأسه يورك شاير.
وهو معروف إلى حد كبير بتماثيله المجردة الرخامية والبرونزية المصبوبة، كما فتح باباً جديداً لدخول شكل معين للحداثة في المملكة المتحدة. صار مور غنياً جداً بفضل إتمامه لطلبيات واسعة النطاق إلى آخر حياته. وعلى الرغم من ذلك عاش حياة بسيطة وذهبت معظم الأموال التي ربحها إلى مؤسسة هنري مور التي تدعم التعليم والفن والتي مازالت تقوم أيضاً بنشاطات وفعاليات كثيرة إلى يومنا هذا.

## طفولته وشبابه
وُلد مور في بلده تدعى كاسلفورد غرب يوركشاير بانجلترا، وكان والديه رايموند سبنسر مور وماري بيكر. كان والده ذو الأصل الايرلندي يعمل كمهندس معادن ثم أصبح نائب مدير منجم فحم «ويلديل» في كاسلفورد. وكان ابوه عصامي يهتم بالموسيقى والأدب، ولم يكن يريد لولده أن يعمل في المناجم ورأى أن التعليم هو السبيل لذلك. كان هنري الابن السابع لعائلة فقيرة تملك ثماني أطفال. شرع في العمل على نماذج من الصلصال والنحت على الخشب في كلاً من الحضانة والمدرسة الابتدائية اللتان ذهب اليهما في كاسلفورد. وفي سن الحادية عشر بعد أن سمع مور بإنجازات مايكل أنجلو عزم على ان يصبح نحاتاً.
وفي نفس العام اكتشفت معلمته مهارته وشغفه بمنحوتات العصور الوسطى. وحرصت على ان يحصل مور على منحة مدرسة كاسلفورد الاعدادية. ساعدته معلمة الفنون على تطوير معلوماته الفنية وبفضل تشجيعها له عزم ان يجعل من الفن مهنة له وبدأ بالاستعداد لامتحانات منحة كلية الفنون المحلية.
وعلى الرغم من ان والده كان قد قطع عهداً في طليعة الأمر. إلا أن والديه كانا ضد تدريبه كنحات وكانا يعتقدان ان هذه ليست مهنة جيدة من ناحية التطور الوظيفى. وبعد فترة من التمهيد كطالب معلم أصبح معلماً في المدرسة التي أكمل دراسته فيها. وفي سن الثامنة عشر استُدعي مور للخدمة العسكرية، فكان أصغر جندي في كتيبة أمير ويلز. وفي عام 1917 أُصيب في هجوم بالغاز في معركة كامبريه. وعقب تعافيه في المستشفى امضى الفترة المتبقية من الحرب كمدرب تدريبات بدنيه. وعلى النقيض من المعاصرين فقد مضت فترة الحرب بالنسبة لمور بسلاسة إلى حد ما. وصرح لاحقاً فيما يتعلق بهذه الفترة بقوله:«بالنسبة لي فقد انقضت الحرب وسط غموض رومانسي ايذاناً بمحاولة لأغدو بطلاً».

## بدايته كنحّات
عقب الحرب استكمل مور تعليمه بالمنحة المُقَدمة للمشاركين في الحرب. وفي عام 1919 كان أول طالب يتعلم النحت في مدرسة ليدس للفنون (المعروفة حالياً بكلية ليدس للفنون)، وأسست المدرسة استوديو للتماثيل خصيصاً له. في المدرسة تعرف مور على باربرا هيبورث التي أصبحت نحاتة مشهورة فيما بعد، وتأسست بينهم صداقة ستدوم طويلاً. تمكن مور من الوصول للعديد من القطع الفنية التي يملكها مايكل سادلر نائب مدير الجامعة. وفي عام 1921 حاز على منحة للدراسة في الكلية المَلَكية للفنون في لندن. وكانت صديقته هيبورث قد دخلت الكلية نفسها قبل عام من ذلك. وفي لندن وسع مور معلوماته حول الفن البدائي والتماثيل من خلال دراسة المجموعات التي توجد في كلاً من متحفي فيكتوريا والبرت والمتحف البريطاني.
اتبع كلاً من مور وهيبورث في تماثيلهم الأولى النمط الفيكتوري الرومانسي القياسي. وتضم أعمالهما الاشكال والمناظر الطبيعية ونماذج الحيوانات التصويرية. سَئم مور من الافكار الكلاسيكية لاحقاً. وتوجه إلى طريقة النحت المباشر بفضل معرفته السابقة بالبدائية وبتأثير نحاتين مثل كونستانتين برانكوشي وجيكوب إبستين وفرانك دوبسن. ففي تلك الطريقة تتحول العيوب التي في المواد والآثار التي خلفتها الادوات إلى جزء من التمثال المكتمل. عقب تلك الطريقة التي شرع في استعمالها عارض مور أساتذته الذين لم يُقَدروا هذا النهج المعاصر. أثناء تدريب اطلقه درونت وود طُلب من مور ان يقوم باستنساخ نقش بارز من الرخام لتمثال The Virgin and The Child (العذراء والطفل) لدومينيكو روسيللي. فكان يجب ان يصنع نموذجاً من الجبس اولاً ثم يصنعه بتقـنية التأشير الميكانيكية، وعوضا عن ذلك فقد قام مور بنحت المجسم مباشرة حتى انه من اجل ان يقلد الآثار التي تصنعها آلة التأشير ترك علامات على سطح المجسم.

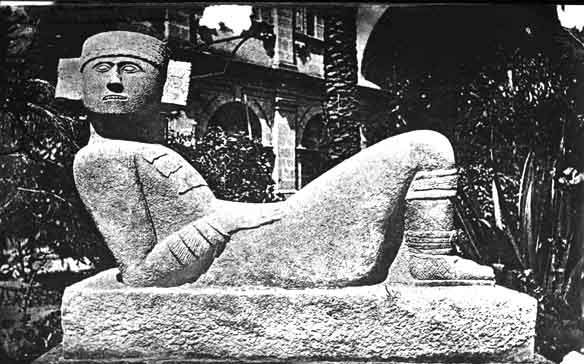
تمثال شاك مول الحجري في موقع تشيتشن إيتزا في شبه جزيرة يوكاتان بالمكسيك. أثَّر تمثال التولتك-مايا هذا على منحوتات مور.

في عام 1924 حاز مور على منحة سفر لمدة ستة أشهر، فسافر إلى شمال إيطاليا ودرس أعمال مايكل أنجلو وجوتو دي بوندوني وجيوفاني بيسانو وغيرهم من النابغين القدامى. وفي تلك الفترة أيضا زار باريس وانضم إلى دروس الرسومات البيانية المؤقتة في اكاديمية كولاروسي Académie Colarossi، وغير ذلك فقد رأى في متحف اللوفر النموذج الجبسي لتمثال شاك مول Chac Mool وهو الشكل النحتي لشعبي التولتك والمايا. فقد أثّر هذا التمثال ذو الشكل المستلقي تأثيراً بالغاً على أعمال مور وأصبح هو الطابع الغالب على تماثيله.

## هامبستد

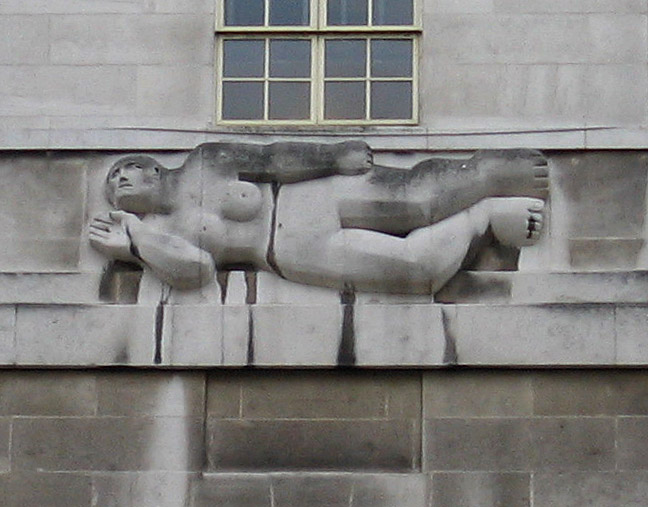
West Wind (الرياح الغربية)، 1928-29؛ هي أول طلبية عامة نحتها مور من حجر بورتلاند. وتُظهر تأثير أشكال مايكل أنجلو لكنيسة الميديشي وتمثال الشاك مول.

عقب عودته إلى لندن بدأ بممارسة مهنة التعليم في الكلية الملكية للفنون لمدة 7 سنوات. ولأنه كان يعمل يومان في الاسبوع فقد كان يوجد وقت يخصصه لأعماله. أول طلبياته كانت West Wind " "الرياح الشمالية" وهي أحد مجسمات الرياح الثمانية التي توجد على جدار المحطة العامة للقطار في لندن. اما الرياح الأخرى فقد نحتها نحاتون معاصرون من بينهم إيريك جيل. في شهر تموز عام 1929 تزوج مور بايرينا راديتسكى الطالبة في قسم الرسم بالكلية الملكية للفنون.
عثرت ايرينا على الطمائنينة في زواجها من مور وما لبثت ان جعلت من نفسها نموذجاً له. وبعد زواجهم بفترة قصيرة انتقلوا إلى استوديو في شارع باركيل في منطقة هامبستد، وانضموا إلى جالية فنان طليعي كانت قد استقرت هناك. وبعد فترة قصيرة انتقل كلاً من هيبورث وزميلها بن نيكلسن إلى استوديو قريب من بيت مور وزوجته. التقى بالفنانين الشباب أمثال نوم غابو ورولاند بنروز والشاعر والناقد الفنى هيربرت ريد. أسسو مجموعة أطلقو عليها «الوحدة الأولى» عام 1933 بهدف تعريف الشعب البريطانى بالفن المعاصر والتيار الدولي الحديث في مجال العمارة. وفي الوقت نفسه كانت هذه المنطقة تُعد محطة استراحة للعديد من المعماريين والمصممين الهاربين من أوروبا إلى أمريكا. وكان كل هؤلاء فيما بعد يعطون طلبيات لمور.
واصلت هذه المجموعة في بداية عام 1930 أعمالها الفنية التقدمية في إنجلترا. واهتم جميعهم بالفن التجريدي في الفترة التي كانت تُعد فيها هذه الأعمال مبالغاً فيها. اتجه مور تدريجياً للاشكال التجريدية بدلاً من شكل الإنسان. بدأ بالتركيز على الاشكال المجردة التي توحي بشكل الإنسان. وفي عام 1931 افتتح معرضاً في ليستر جاليري في لندن وعلى الرغم من انه قد تم تقديم الأعمال من قِبل النحات جيكوب ايبتسين بحماس شديد فقد لاقت انتقادات واسعة من الصحافة. وتلك الانتقادات حثته على ترك عمله في الكلية الملكية للفنون.
وفي عام 1932 شرع في أعمال بهدف تأسيس قسم النحت الذي كان من المتوقع افتتاحه في مدرسة تشيلسي للفنون. ومن الناحية الفنية فان كل من مور وهيبورث والاعضاء الآخرين لمجتمع سبعة وخمسة (Seven and Five Society) قد بدأوا بتقديم أعمال تجريدية بشكل منتظم وذلك بفضل تواصلهم مع الفنانين المتحررين البارزين مثل بابلو بيكاسو وجورج براك وجان آرب وألبرتو جياكوميتي وذلك اثناء رحلتهم إلى باريس. في عام 1933 جرب مور السريالية عندما انضم إلى مجموعة الوحدة الأولى "Unit One Group" وهي حركة الفن الحديث الخاصة ببول ناش. وقد كان كلاً من مور وناش في لجنة تنظيم المعرض الدولي السيريالي بلندن الذي نُظم عام 1936. اما في عام 1937 فقد اشترى رونالد بنروز من مور التمثال التجريدي المصنوع من الحجر والمُلقب بالأُم والطفل 'Mother and Child' وعرضه في الحديقة الامامية ببيته في هامبستد. اثار هذا الأثر جدلاً واسعاً بين سكان المنطقة ونَظّمَت الصحافة المحلية حملة ضد هذا الأثر دامت لمدة عامين. وفي تلك الفترة انتقل مور من تقنية النحت المباشر إلى صب البرونز من خلال تصميم نماذج من الصلصال والجبس اولاً.
انتهت تلك الفترة الخلاقة والمثمرة مع اندلاع الحرب العالمية الثانية. وانتقلت مدرسة تشيلسي للفنون إلى نورثامبتون، واستقال مور من وظيفته. واثناء الحرب انضم مور إلى الجيش باعتباره فنان الحرب حيث رسم رسومات خلابة تصور أهل لندن وهم نائمون في مترو الأنفاق اثناء الغارات الجوية. وقد ساعدت تلك الرسومات على زيادة شُهرة مور الدولية خاصة في أمريكا. وفي عام 1940 ترك مور وزوجته لندن، وانتقلوا للعيش في مزرعة معروفة باسم هوجلاندس توجد في قرية بيري جرين بجوار ماتش هادهام في هارتفورد شاير، وذلك بعد ان أُصيبت البيوت في هامبستد بقطع من الشظايا. وذلك البيت هو البيت الذي سيقيم فيه مور حتى توافيه المَنيّة وايضا ورشته. وعلى الرغم من انه كسب ثروة كبيرة في فترات حياته التالية الا انه لم يشعر بالحاجة للانتقال إلى بيت أكبر في أي وقت مضى. ولم يتغير منزلهم عدا بعض ورشات العمل الاضافية.

## الفترة التالية

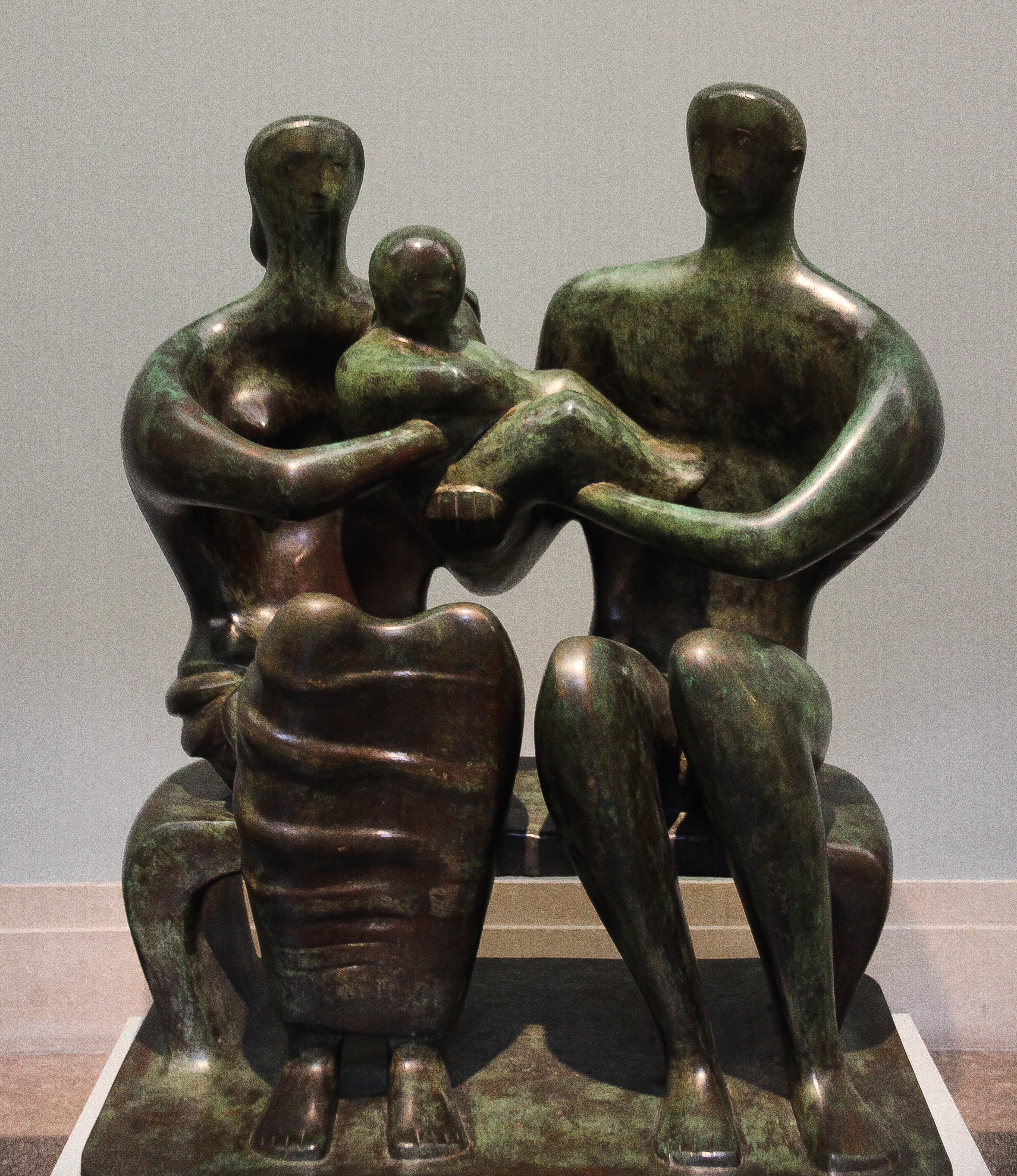
Family Group (مجموعة عائلية) (1950) تمثال برونزي، مدرسة باركلي، ستيفنيج، هيرتفوردشاير. هي أول طلبية ذات نطاق واسع لمور عقب الحرب العالمية الثانية.

أنجبت ايرينا ابنتها ماري مور في شهر مارس عام 1946 وذلك بعد أن تعرضت للعديد من الإجهاضات قبل الحرب وبعدها. وقد سُمّيت الطفلة باسم جدتها والدة مور التي ماتت قبل ولادتها بعدة سنوات. أن فقد مور لأُمة وولادتة ابنته نتج عنهما زيادة تركيز مور على مفهوم العائلة وظهر ذلك جليا بتصميمه لأشكال عديدة من تمثال «الأم والطفل» ومع ذلك فقد كانت الأشكال المستلقية هي السائدة. وفي العام نفسه زار مور أمريكا لأول مرة عندما افتتح معرضاً استعادياً لأعماله في متحف الفن الحديث بمدينة نيويورك. كان كينيث كلارك هو الداعية لأعمال مور  وتمكن من تنظيم معارض وطلبيات للفنانين مستغلاً عضويته بمجلس الفنون في بريطانيا العظمى. وفي عام 1948 حاز مور على جائزة النحت الدولية في معرض بينالي البندقية.
كان مور على اتصال مع هنري موريس حتى نهاية الحرب حيث أراد موريس القيام باصلاح تعليمي في مفهوم «كلية القرية». وكان موريس قد عيًّن والتر غروبيوس ليكون مهندس التصاميم الخاص بـ«كلية القرية» الثانية ستُشَيّد في امبينجتون بجوار كامبريدج وكان غروبيوس قد رأى ان يتم وضع تمثال من صُنع مور أمام البناء، ولكن مجلس مقاطعة كامبريدج لم يكن يمتلك الميزانية التي ستُنَفِّذ جميع تصاميم غروبيوس؛ فهاجر غروبيوس إلى أمريكا. ولهذه الأسباب قرر مجلس المقاطعة تصغير مقياس مشروع التمثال الخاص بمور. وهكذا بسبب الضائقة المالية فقد اضطر موريس للتراجع عن وضع التمثال أمام المدرسة. استطاع مور ان يستخدم التصميم فيما بعد في عام 1950 من أجل حديقة مدرسة ثانوية في مدينة ستيفينيج. وتلك المرة تمكن من اتمام المشروع؛ وبذلك أصبحت المجموعة العائلية Family Group هي أول عمل برونزي شعبي ذو نطاق واسع.
وفي الخمسينات بدأ مور بتلقي طلبيات كثيرة على نحو متزايد تتضمن شكل مستلقي قام بنحته من أجل مقدمة مبنى اليونسكو في باريس عام 1957. وبدأ مور بتكبير أحجام منحوتاته مع الكثير من الأعمال العامة. وبدأ في العمل مع العديد من المساعدين منهم أنتوني كارو وريتشارد وينتورث.
افتتح مور تمثاله «الطاقة الذرية» في ملاعب كرة القدم المكشوفة، وتحديدًا في ملاعب الأسكواش التي كانت تخضع لترميمات، وكان ذلك عقب 25 سنة من العمل الدؤوب وإتمام فريق فزيائى تحت إشراف إنريكو فيرمى في جامعة شيكاغو لأول تفاعل نووي تسلسلي محكوم. وكان من المُعتقد ان هذا التمثال الذي يتجاوز طوله ثلاثة أمتار ونصف المتر، والذي يوجد وسط ساحة واسعة مفتوحة يمثل سحابة فطر تعلو جمجمة بشرية ضخمة، ولكن تفسير مور كان مختلف تماما؛ ففي مرة من المرات كان قد قال لاحد اصدقائه انه يأمل ان يدور المشاهدون حول التمثال وينظروا من خلال المساحات المفتوحة وان يشعروا بأنهم داخل الكاتدرائية. ونَوَّه مور بالعلوم مرة أخرى بعمله الذي أطلق عليه Man Enters the Cosmos الإنسان يدخل كوزموس والذي طُلِب من أجل التعريف ببرنامج استكشاف الفضاء.
مرت العقود الثلاثة الأخيرة من حياة مور على نفس المنوال، فقد أُقيمت معارض استعادية مختلفة في أماكن مختلفة ول العالم وبخاصة المعرض الذي اُقيم في حديقة فورت دى بيلفيدر المُطلة على فلورنسا في صيف عام 1972 حيث يُعَد ذلك المعرض من أهم المعارض التي اُقيمت؛ فزادت الطلبيات وأكمل مور تمثال Knife Edge – Two Pieces «حَد السكين – قطعتان» في عام 1962 من أجل College Green بجوار قصر وستمنستر بلندن. قال مور الآتي: «عندما عُرِض عليَّ مكان بجوار مجلس اللوردات أعجبني المكان لدرجة انني لم أكترث حتى ان أذهب وابحث عن مكان جديد في هايد بارك فان تمثالاً واحداً من الممكن ان يضيع بمفرده في حديقة كبيرة لكن المكان بجوار مجلس اللوردات مختلف تماما؛ فهو بجوار الطريق حيث يمشي الناس حتى انه يوجد بعض الاماكن حيث يمكن للناس الجلوس ومشاهدة التمثال».
و كلما ازادت ثروته ازداد قلق مور بشأن ارثه فأسس صندوق هنري مور بمساعدة ابنته ماري عام 1972 بهدف حماية ممتلكاته من ضريبة التركات. وبحلول عام 1977 كان يدفع ضرائب دخل بقيمة مليون جنيه استرليني سنوياً؛ فأسس وَقْف هنري مور للتخلص من أعباء الضريبة. تأسست الجمعية أيضا بهدف تشجيع التقدير العام للفنون وحماية تماثيل مور. واليوم يتم تشغيل بيت مور «هوجلاندس» كمعرض ومتحف من قِبَل المؤسسة.
رفض مور لقب «سير» في عام 1951 قائلاً: «إن أغراض هذا اللقب تمهد الطريق لانفصالي عن الفنانين الذين يشبهونني». فكان مور في الهيئة المتولية لكلاً من معرض لندن الوطني ومعرض تات Tate . إن اقتراحه بتخصيص جناح في معرض تات لأعماله الخاصة خلق عداوة بين بعض الفنانين. أصبح مور أول رئيس لجمعية ترنر بيكويست التي تأسست بهدف جَمع كل أعمال ترنر بيكويست في متحف منفصل في عام 1975. تُوفي هنري مور في سن الثامنة والثمانين في بيته في متش هادهام في هيرتفوردشاير في 31 أغسطس عام 1986 ودُفن في المكان نفسه.
في شهر ديسمبر لعام 2005 دخل اللصوص إلى حديقة وقْف هنري مور وسرقوا تمثالاً برونزياً. وأظهرت تسجيلات خاصة بكاميرا دائرة مغلقة أن اللصوص قد حملوا التمثال إلى شاحنة باستعمال رافعة وسرقوه. وقد كان هذا التمثال الذي يعود لعام 1969 – 1970 والمعروف باسم Reclining Figure LH608 (الشكل المستلقي LH 608) كان طوله يبلغ 3,6 مترا وارتفاعه متران وعرضه متران ووزنه كان يبلغ 2,1 طن. وضعت المؤسسة جائزة كبيرة للعثور عليه وأوضح مسؤولون بريطانيون في شهر مارس لعام 2009 عقب ابحاث دقيقة انهم يظنون ان التمثال الذي كان يُقَدَّر بثلاثة ملايين يورو قد بيع على الأرجح كمعدن خردة مقابل 3900 دولار

## الاسلوب

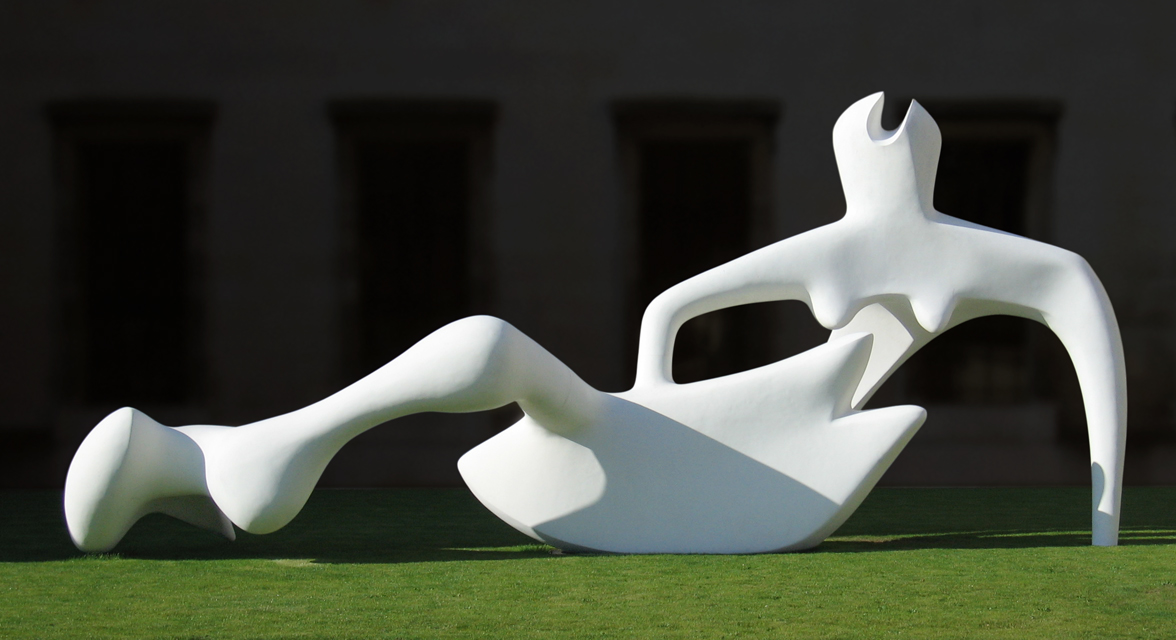
Reclining Figure (الشكل المستلقي) (1951)، متحف فيتزويليام، كامبريدج.

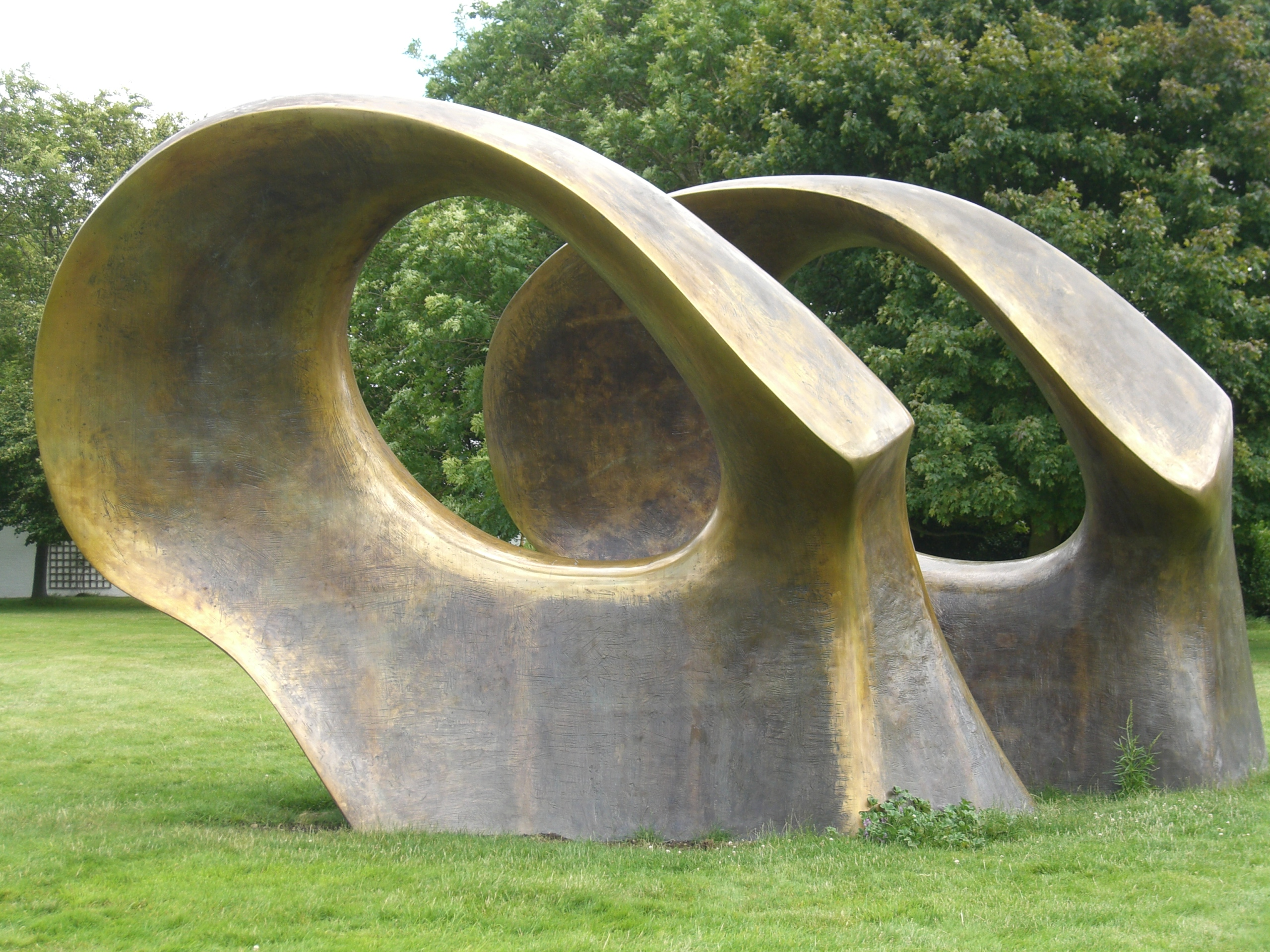
Double Oval (البيضاوي مزدوج)، 1966، مؤسسة هنري مور.

نشر كلاً من عصري الهولوكوست والقنبلة الذرية عقب الحرب العالمية الثانية في فن النحت في منتصف الأربعينات، فكرة ضرورة عودة الفن إلى فترة ما قبل الثقافة والمنطق. ودافع في أدب تلك الفترة أدباء مثل جان بول سارتر عن فلسفة مماثلة. وتحدث سارتر عن «بداية التاريخ ونهايته» عند افتتاح معرض لألبرتو جياكوميتي والذي يُعَد من أفضل النحاتين المعاصرين في مدينة نيويورك. حوَّل مور شعوره بانتصار أمريكا على الحصار إلى تماثيل تتسم بالقوة والثبات.

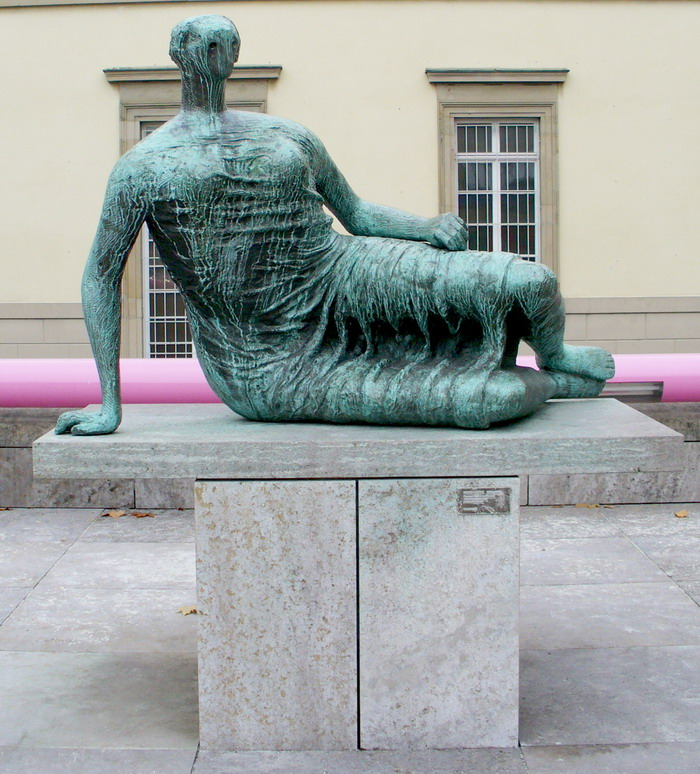
التمثال البرونزي "Die Liegende" لمور في شتوتغارت. يُعد نموذجا لأول تماثيله المستلقية.

كانت اشكال التماثيل المستلقية هي العلامة التي تميز أعمال مور. دفعت دراسة مور لشكل «التولتيك- مايا» الذي رآه في متحف اللوفر إلى اسلوب تجريدي متزايد وحوَّل افكارة إلى تجارب مستخدماً عناصر التصميم. بينما كانت تميل أول تماثيل مستلقية لمور إلى الكتلة فان التماثيل التالية تركزت على التضاد الذي تخلقه الفراغات بعناصر النحت الصلبة. فتتكون أيضا فراغات بداخل الأشكال عقب التكور.
فكانت الأشكال الأولى أشكالاً ذات فجوات تقليدية. وكانت الأعضاء تُفْصَل عن الجسد وتُضَم إليه من جديد. وكانت الأشكال اللاحقة الأكثر تجريداَ يتخللها فراغات مباشرة عبر الجسد؛ مما يعني أن مور كان يستخدم الأشكال المقعرة والمحدبة بالتناوب. وتطورت تلك الفجوات الكبيرة بالتوازي مع منحوتات باربرا هيبورث. وعقب أن أخطأت هيبورث في قراءة التعليقات بخصوص أحد أعمال مور الأولى ثَقَبَت جذع تمثال لأول مرة. ان التمثال الجبسي المدهون Reclining Figure 1951 «الشكل المستلقي» والموجود خارج متحف فيتزويليام في كامبردج قد مَيَّزَ تماثيل مور اللاحقة: شكل امرأة تجريدي متكون من الفجوات. ويوجد لهذا التمثال العديد من النسخ البرونزية . عندما استفسرت قريبة مور عن سبب كَوْن أسماء التماثيل بسيطة إلى هذه الدرجة رد مور قائلاً: «ينبغي أن يكون لكل فن لغزاً معينا، وينبغي أن يكون له حاجة من المشاهدين. فعندما يُطلَق على التمثال أو الصورة اسماً واضحاً فإن ذلك يمحو جزء من اللغز ويجعل المشاهد يمر إالى الجسم التالي دون تخصيص وقت للتفكير في الشئ الذي رآه منذ قليل . فيظن الجميع انهم نظروا ولكن في الواقع لم يحدث ذلك».
استخدم مور طريقة النحت المباشر في أعماله الأولى. وفي الثلاثينات من القرن العشرين اتجه مور للحداثة مع باربرا هيبورث وتبادل كلاً منهما الأفكار مع غيرهم من الفنانين الذين يعيشون في هامبستد. رسم مور العديد من النماذج التمهيدية لكل تماثيله، وتم الاحتفاظ بهذه النماذج حتى الآن؛ فسلطت الضوء على ارتقاء مور. اهتم مور اهتماماً بالغا بالرسم حتى انه واصل الرسم بالرغم من انه اُصيب بالتهاب المفاصل .
عقب الحرب العالمية الثانية زاد نطاق تماثيل مور البرونزية. وترك مور النحت المباشر لأسباب عملية واستأجر عدد قليل من المساعدين لعمل مجسمات ونماذج مُصَغَّرة. ومع نهاية الأربعينات من القرن العشرين بدأ يعمل بتقنية صب البرونز مع النماذج المصنوعة من الطمي والجبس.
جَمَعَ مور مجموعة من العناصر الطبيعية في بيته في ماتش هادهام مثل: الجماجم والأغضان والحصى والصخور والأصداف؛ لتكون مصدر إلهامه من أجل الأشكال العضوية. فكان غالباً ما ينتقل إالى مرحلة الشكل النهائي وصب البرونز بعد أن يقوم بعمل نموذج بنصف الحجم التمثال الأصلي من أجل أهم وأكبر أعماله. وكان يصقل الشكل النهائي المصنوع من الجبس ويضيف العلامات على السطح قبل الصب.

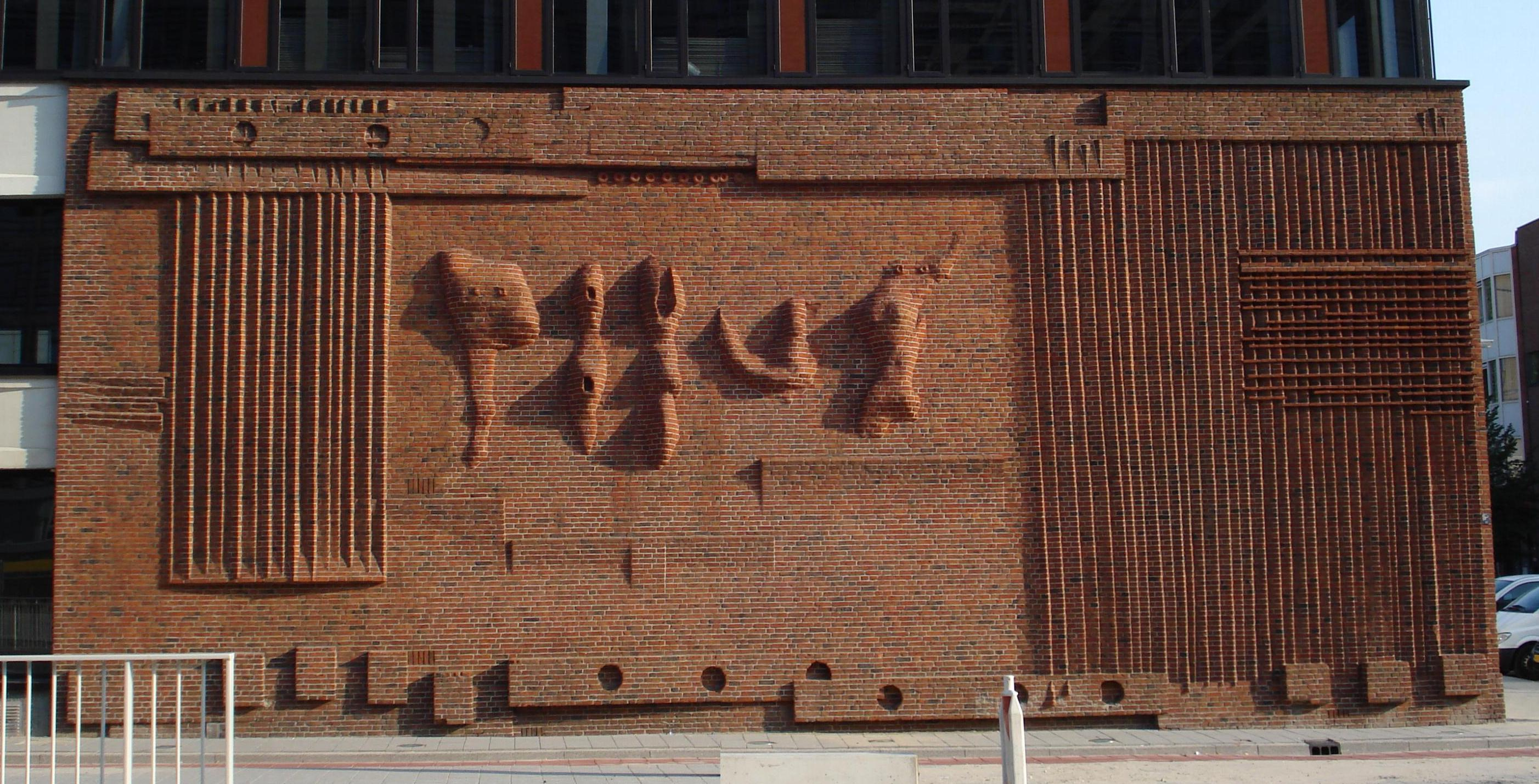
Wall Relief no. 1 (النقش البارز رقم 1)، روتردام، 1955.

أنتج مور ما لا يقل عن ثلاثة نماذج معمارية كبيرة خلال حياته المهنية. وقام بنحت West Wind «الرياح الغربية» من أجل مترو لندن بالاشتراك مع جيكوب إبستين وإيريك جيل في عام 1928. وفي عام 1952 قام بعمل شاشة خرسانية مُكوّنة من 4 قطع من أجل مبنى تايم لايف Time Life بلندن. ثم قام بعمل أَثَره الأول والوحيد المنحوت من الطوب من أجل جامعة بوسنترم في روتردام، وهو Wall Relief no.1 النقش البارز رقم 1. وتم نحت هذا الجدار من قِبَل بَنّائين هولنديين من 16 ألف طوبة.

## تـراثـه
اكتشف العديد من النحاتين مهاراتهم بفضل مور سواء مَن ظهر منهم أثناء شهرته أو بعد موته. وفي نهاية الثلاثينات أصبح مور أحد المشاهير العالميين؛ حيث أصبح هو دَوِيّ النحت والحداثة البريطانية بشكل عام. دائمًا ماكانت تعقد مقارنة بين مور وخلفائه من النحاتين، لذلك تحدوا ارثه ومكانته. ففي عام 1952 في معرض بينالي فينيسيا عَرَضَ ثمانية نحاتين بريطانيين حديثي العهد عَمَلَهم المسمى بـ «هندسة الرعب» Geometry of Fear في تعارض تام مع مبادئ مور من القوة والثبات.
كتب هيربرت ريد الآتي بخصوص معرض بينالي وهذه المجموعة التي أطلق عليها اسم (نحاتو بريطانيا اليافعون): «تلك الصور الجديدة تتعلق بتجسيد اليأس، أو التحدي. وكلما كان الفنان بسيطًا أمكنه إبراز الذنب الجمعي ببراعة. ها هي صور لتشارد الأفكار، أو لمخالب متشققة» تخمش عبر قيعان البحار الصامتة«. أو هي صور للحم بشري عليه آثار خدوش، إنها هندسة الرعب».
كانت تلك الأعمال تُشير إلى أشكال الاقفاص الصدرية والاقفاص وأشكال الحشرات وموضوعات الاعتداء والقنص. وعلى الرغم من ان ريد رسم علاقة مباشرة بين مور وهؤلاء النحاتين الذين لم يتعدوا سن الأربعين إلا أن هؤلاء الفنانين هم في الأساس يبحثون عن بداية جديدة في مجال الفن. حتى ان بعضهم لم يتلقوا تعليماً رسمياً في مجال الفنون. ولأنهم ترعرعوا وسط جيل شوهته الحرب فان الشئ الوحيد الذي يسعون خلفه هو التخلص من الماضي.

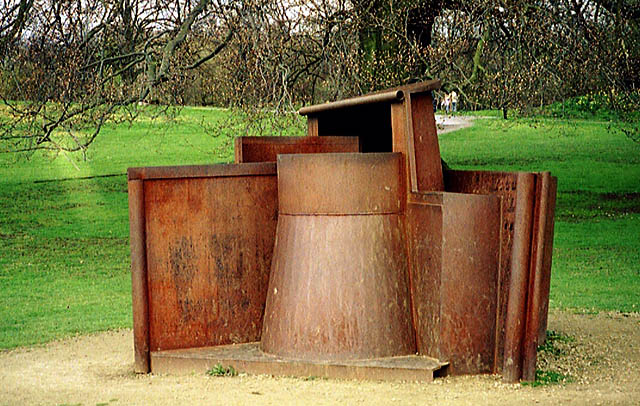
Dream City (مدينة الأحلام) بواسطة أنتوني كارو، 1966، حديد صدئ، حديقة يوركشاير للمنحوتات.

ومع ذلك كان لمور تأثيراً مباشراً على عدة اجيال من النحاتين المشهورين في بريطانيا وحول العالم. وكان من بين الفنانين الذين اعترفوا بأهمية تأثير مور على أعمالهم انتوني كارو وفيليب كينج واسحاق ويتكن، وكان ثلاثتهم يعملون كمساعدين لدى مور. ومن بين الفنانين الآخرين الذين تأثروا بمور: لين شادويك وادواردو باولوزي وبرنارد ميدوز وريج بتلر وويليام تيرنبول وروبرت آدمز وكينيث ارميتاج وجيفري كلارك.
واليوم تدير مؤسسة هنري مور معهد هنري مور في ليدس والذي يدعم المعارض من خلال الأنشطة البحثية في مجال النحت الدولي. وعلى الرغم من تقلص الاهتمام بأعمال مور عقب وفاته وفقا للمؤسسة، إلا أن المنظمات التي اُسست قد قامت بدور هام لتعزيز الفن المعاصر في المملكة المتحدة.

## معرض الصور

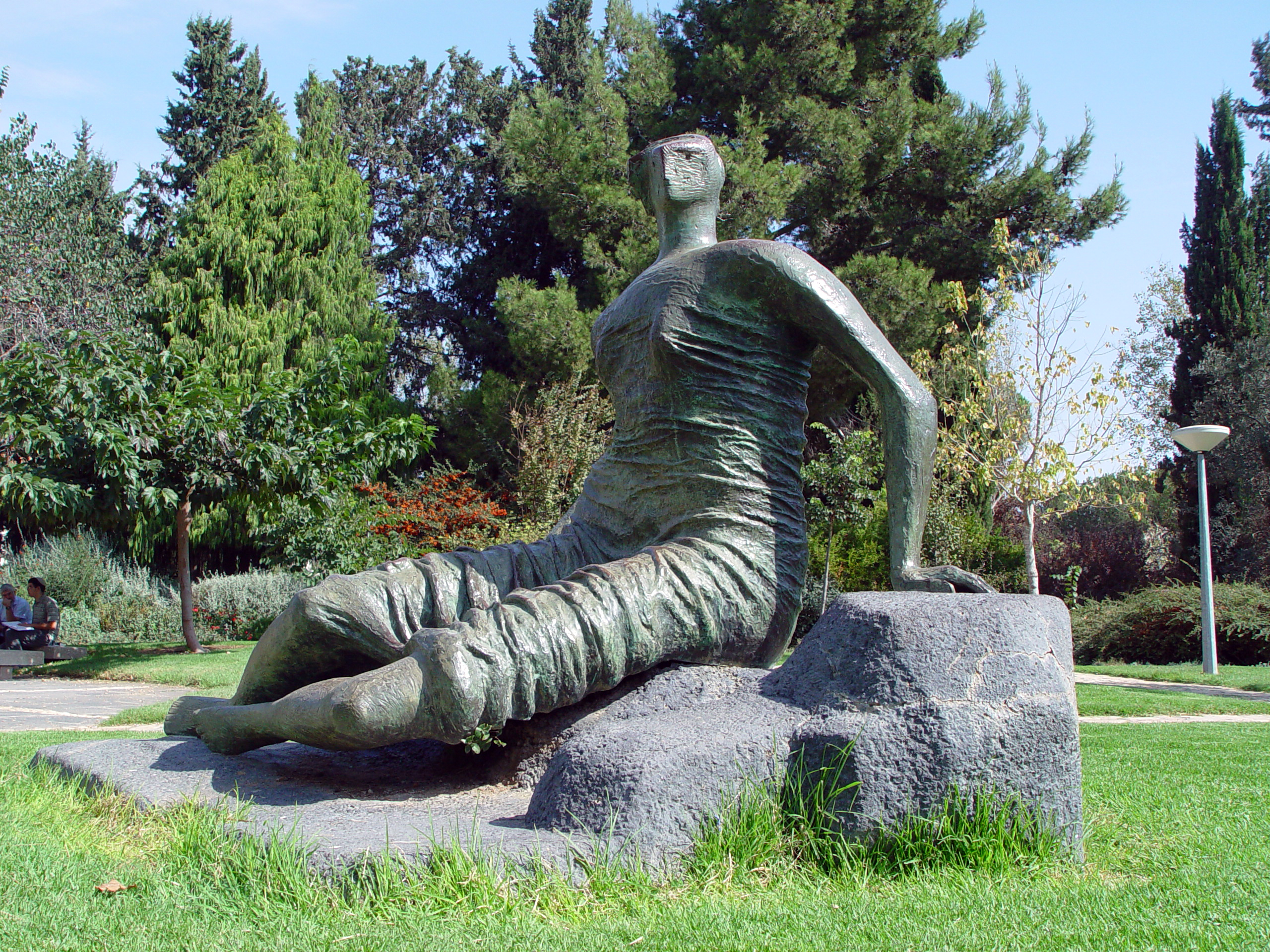
Draped Seated Figure (شكل مغطى مستلق) الجامعة العبرية في القدس
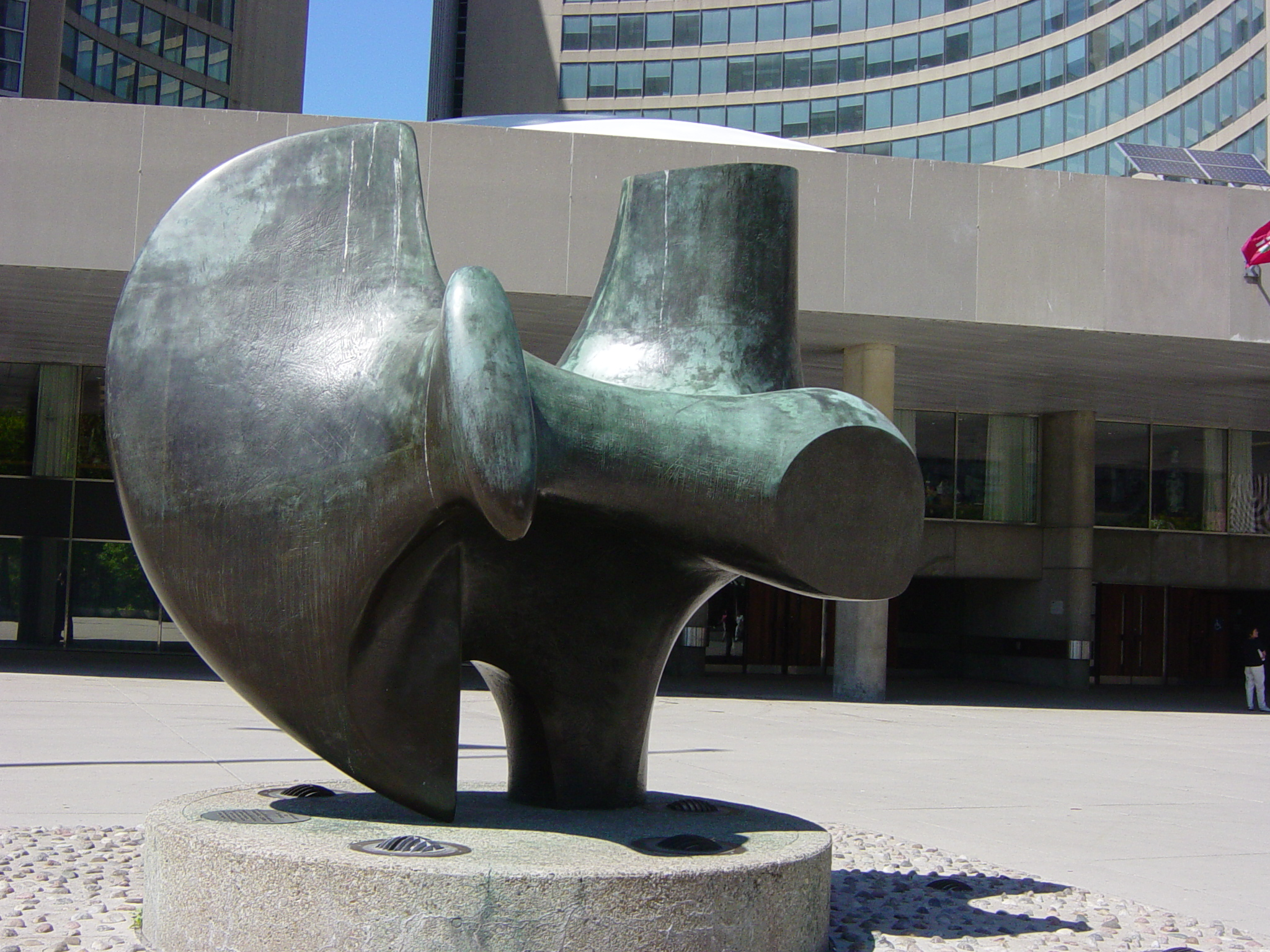
Three Way Piece No. 2 (The Archer)، (قطعة ذات ثلاثة طُرُق (رامي السهام))، مدينة تورونتو، ميدان ناثان فيليبس
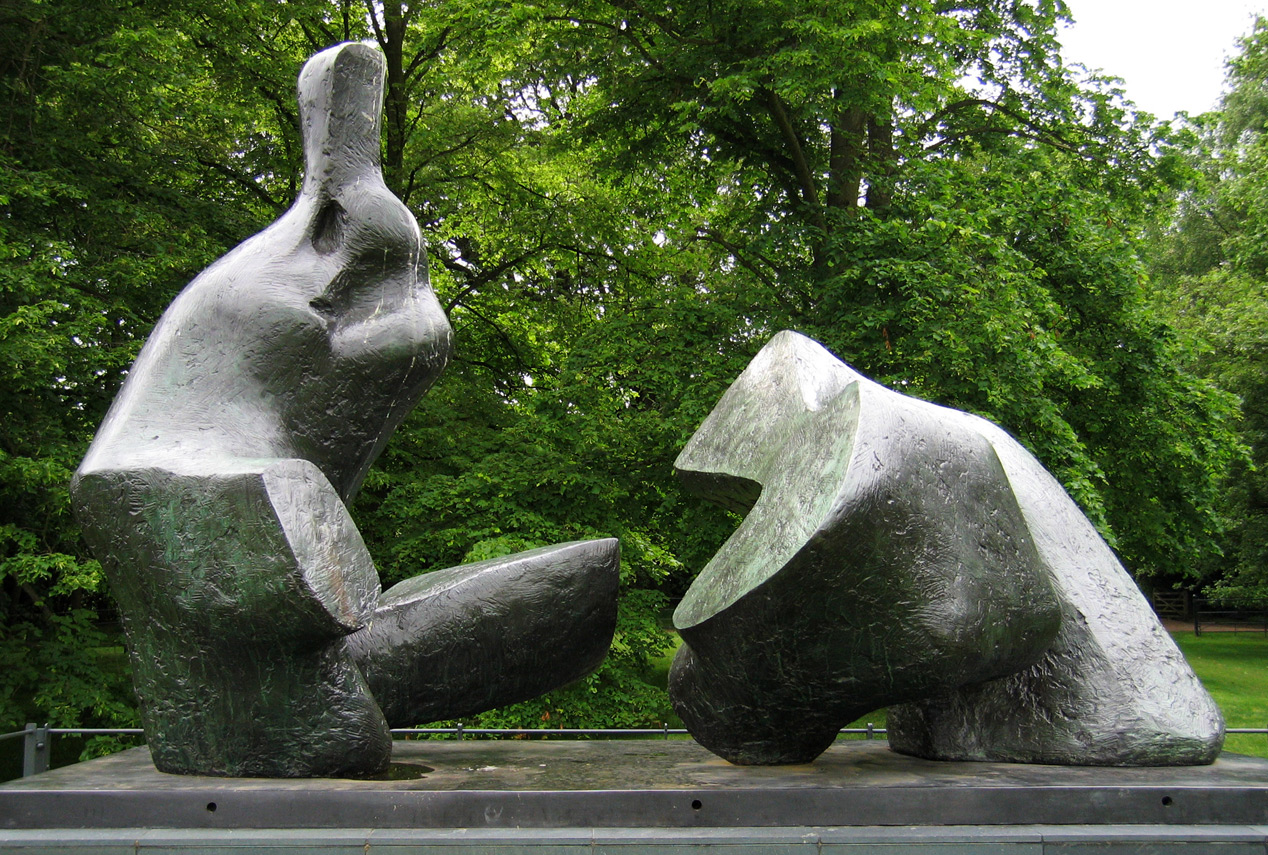
Two Piece Reclining Figure No. 5 (قطعتان مستلقيتان رقم 5), برونز, (1963–1964)، كينوود هاوس، لندن

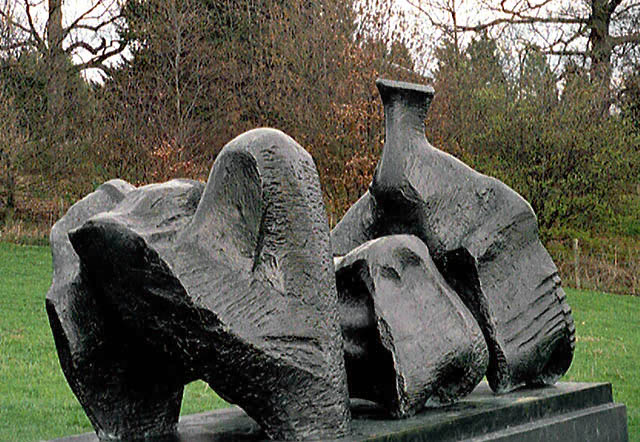
Three Piece Reclining figure No.1 (ثلاث قطع مستلقية ، (1961)، حديقة يوركشاير للمنحوتات
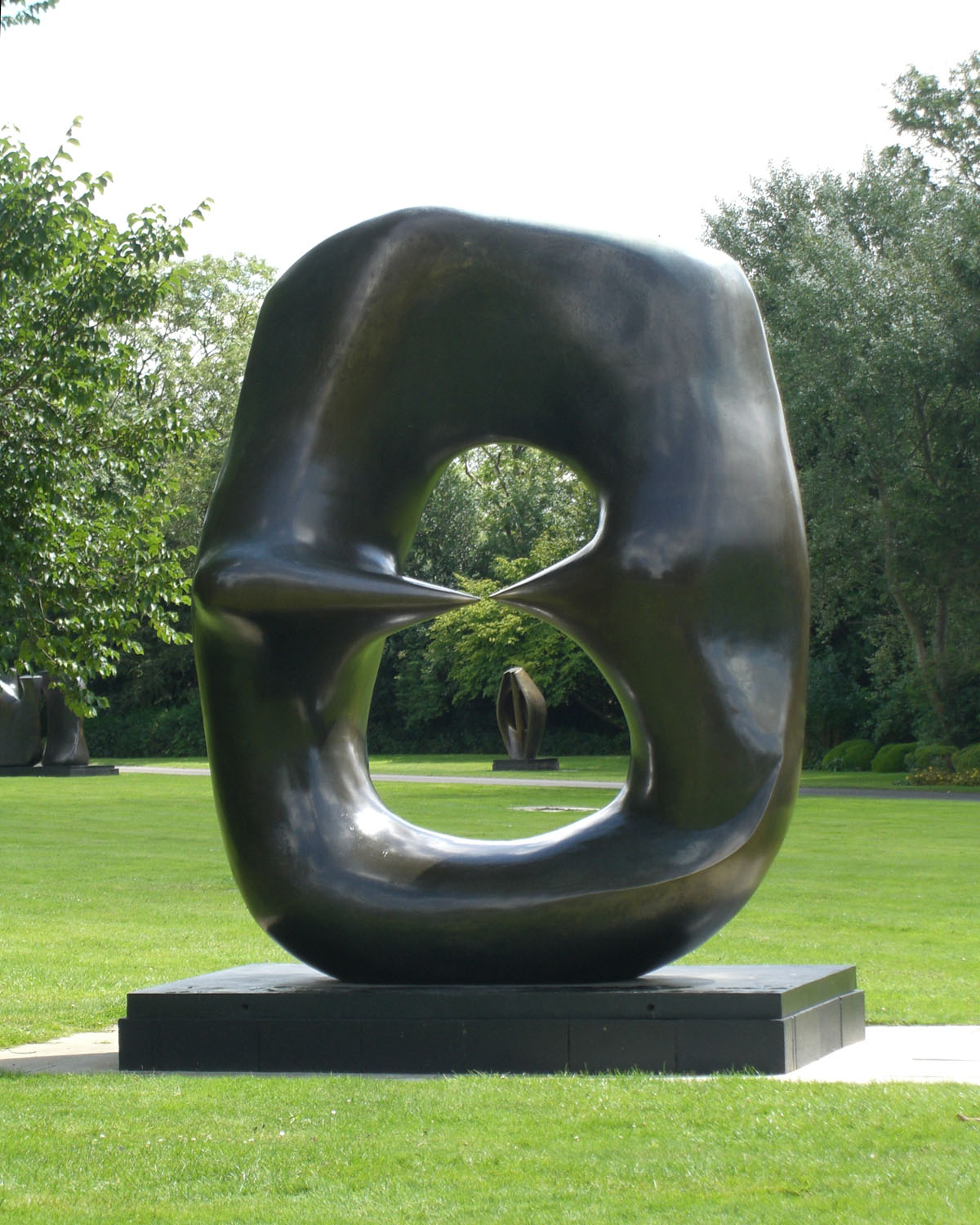
Oval with Points (بيضاوي مسنن)، (1968-1970)، مؤسسة هنري مور

## روابط خارجية
- هنري سبنسر مور على موقع الموسوعة البريطانية (الإنجليزية)
- هنري سبنسر مور على موقع مونزينجر (الألمانية)
- هنري سبنسر مور على موقع إن إن دي بي (الإنجليزية)
- هنري سبنسر مور على موقع ديسكوغز (الإنجليزية)